# 長崎のマグダレナ
長崎のマグダレナ（ながさきのマグダレナ、1610年 - 1634年10月15日）は、江戸時代初期のキリシタン。ドミニコ会第三会の修道女であり、1987年に「聖トマス西と15殉教者」の一人として、大村のマリナと共に日本人女性として初めてカトリック教会の聖人に列せられた。

## 生涯
1610年（慶長15年）、マグダレナは長崎近郊の村にて誕生。両親は敬虔なキリシタン（カトリック信者）であり、後に殉教したといわれている。知られているのは生年、生誕地、洗礼名のみで、日本名は知られていない。
はじめ聖アウグスチノ修道会の司祭の指導を受けたが、後にドミニコ会の司祭ジョルダーノ・アンサローネの指導を受けるようになる。彼女はその身を神にささげる決心をして第三会に入り、1632年（寛永9年）ごろ誓願を果たしたが、修練が終わらないうちに、アンサローネ神父は逮捕された。1634年（寛永11年）9月、自らも奉行に出頭しキリシタンの修道女であることを告白した。容姿が美しかったため、役人は棄教すればよい結婚ができると薦めたが彼女はそれを拒み、拷問にかけられても信仰を捨てなかった。それに業を煮やした役人は同年10月、西坂でマグダレナを女性として初めて穴吊の刑に処せられた。逆さに吊るされたため、目や口、鼻や耳からも出血していたが、13日以上もこの苦しみに耐え、吊るされたまま生存した。刑吏らは、マグダレナを吊るしたまま穴の底に何度も落とし、頭を打ち付けて半殺しにした。するとその夜雨が降り、水が穴に満ちたためマグダレナは溺死し、10月15日の朝、殉教者の列に加えられた。信者に聖遺物が残らないよう、遺体は焼いて灰にされ、分散された。
1981年（昭和56年）、マグダレナは殉教と英雄的聖徳を称えられ、ローマ教皇ヨハネ・パウロ2世によって、アンサローネ神父らとともにマニラで列福され、1987年（昭和62年）にローマで列聖された。